# Oncideres tuberculata
Oncideres tuberculata là một loài bọ cánh cứng trong họ Cerambycidae.